# Șofer
Șoferul este conducătorul unui autovehicul (automobil, autocamion, autobuz) ce are ca mijloc de propulsie motor cu ardere internă sau electric, având responsabilitatea de a respecta legislația codului rutier pe drumurile publice.